# Elezioni comunali in Calabria del 2020
Le elezioni comunali in Calabria del 2020 si tennero il 20-21 settembre (con ballottaggio il 4-5 ottobre).

## Riepilogo sindaci eletti
| Provincia       | Comune                | Sindaco uscente | Sindaco uscente           | Sindaco eletto | Sindaco eletto          | Primo turno | Primo turno | Secondo turno | Secondo turno | Seggi   |
| Provincia       | Comune                | Sindaco uscente | Sindaco uscente           | Sindaco eletto | Sindaco eletto          | Voti        | %           | Voti          | %             | Seggi   |
| --------------- | --------------------- | --------------- | ------------------------- | -------------- | ----------------------- | ----------- | ----------- | ------------- | ------------- | ------- |
| Cosenza         | Castrovillari         |                 | Domenico Lo Polito (PD)   |                | Domenico Lo Polito (PD) | 4.630       | 36,85       | 5.807         | 52,72         | 10 / 16 |
| Cosenza         | San Giovanni in Fiore |                 | Giuseppe Belcastro (PD)   |                | Rosaria Succurro (FI)   | 2.695       | 25,62       | 4.814         | 54,06         | 10 / 16 |
| Crotone         | Crotone               |                 | Tiziana Costantino        |                | Vincenzo Voce (Ind.)    | 12.003      | 36,22       | 16.434        | 63,95         | 20 / 32 |
| Crotone         | Cirò Marina           |                 | Commissione straordinaria |                | Sergio Ferrari (Ind.)   | 3.120       | 39,38       | 3.744         | 56,52         | 10 / 16 |
| Reggio Calabria | Reggio Calabria       |                 | Giuseppe Falcomatà (PD)   |                | Giuseppe Falcomatà (PD) | 35.109      | 37,17       | 44.069        | 58,36         | 20 / 32 |
| Reggio Calabria | Taurianova            |                 | Antonia Surace            |                | Rocco Biasi (Lega)      | 3.561       | 42,59       | 4.137         | 59,18         | 10 / 16 |

## Provincia di Cosenza

### Castrovillari
| Candidati                                   | Candidati                     | II turno             | II turno           | I turno | I turno | Liste                        | Voti   | %     | Seggi |
| Candidati                                   | Candidati                     | Voti                 | %                  | Voti    | %       | Liste                        | Voti   | %     | Seggi |
| ------------------------------------------- | ----------------------------- | -------------------- | ------------------ | ------- | ------- | ---------------------------- | ------ | ----- | ----- |
|                                             | Domenico Lo Polito ✔️ Sindaco | 5 807                | 52,72              | 4 630   | 36,85   | Partito Democratico          | 1 563  | 12,85 | 4     |
| Progressisti per Castrovillari              | Domenico Lo Polito ✔️ Sindaco | 5 807                | 52,72              | 4 630   | 36,85   | 1 151                        | 9,47   | 3     |       |
| Democratici per Castrovillari               | Domenico Lo Polito ✔️ Sindaco | 5 807                | 52,72              | 4 630   | 36,85   | 846                          | 6,96   | 2     |       |
| Radici per il Futuro                        | Domenico Lo Polito ✔️ Sindaco | 5 807                | 52,72              | 4 630   | 36,85   | 569                          | 4,68   | 1     |       |
|                                             | Giancarlo Lamensa             | 5 208                | 47,28              | 5 509   | 43,84   | Forza Italia                 | 1 564  | 12,86 | 2     |
| Lamensa Sindaco                             | Giancarlo Lamensa             | 5 208                | 47,28              | 5 509   | 43,84   | 1 267                        | 10,42  | 1     |       |
| Fratelli d'Italia                           | Giancarlo Lamensa             | 5 208                | 47,28              | 5 509   | 43,84   | 1 226                        | 10,08  | 1     |       |
| Futuro Adesso                               | Giancarlo Lamensa             | 5 208                | 47,28              | 5 509   | 43,84   | 719                          | 5,91   | –     |       |
| Unione di Centro                            | Giancarlo Lamensa             | 5 208                | 47,28              | 5 509   | 43,84   | 714                          | 5,87   | –     |       |
| Azione Cittadina                            | Giancarlo Lamensa             | 5 208                | 47,28              | 5 509   | 43,84   | 448                          | 3,68   | –     |       |
| Seggio di coalizione                        | Seggio di coalizione          | Seggio di coalizione | 47,28              | 5 509   | 43,84   | 1                            |        |       |       |
|                                             | Giuseppe Santagada            | Giuseppe Santagada   | Giuseppe Santagada | 1 428   | 11,36   | Solidarietà e Partecipazione | 641    | 5,27  | –     |
| Alternativa per Castrovillari               | Giuseppe Santagada            | Giuseppe Santagada   | Giuseppe Santagada | 1 428   | 11,36   | 561                          | 4,61   | –     |       |
| Castrovillari Città Viva                    | Giuseppe Santagada            | Giuseppe Santagada   | Giuseppe Santagada | 1 428   | 11,36   | 122                          | 1,00   | –     |       |
| Seggio di coalizione                        | Seggio di coalizione          | Seggio di coalizione | Giuseppe Santagada | 1 428   | 11,36   | 1                            |        |       |       |
|                                             | Eugenio Salerno               | Eugenio Salerno      | Eugenio Salerno    | 874     | 6,96    | Movimento 5 Stelle           | 598    | 4,92  | –     |
| Sviluppo per Castrovillari ed il Territorio | Eugenio Salerno               | Eugenio Salerno      | Eugenio Salerno    | 874     | 6,96    | 86                           | 0,71   | –     |       |
|                                             | Vittorina Campo               | Vittorina Campo      | Vittorina Campo    | 125     | 0,99    | Forza Sud                    | 85     | 0,70  | –     |
| Totale                                      | Totale                        | 11 015               | 100                | 12 566  | 100     |                              | 12 160 | 100   | 16    |
|                                             |                               |                      |                    |         |         |                              |        |       |       |
| Fonte: Ministero dell'interno               |                               |                      |                    |         |         |                              |        |       |       |

### San Giovanni in Fiore
| Candidati                     | Candidati                   | II turno             | II turno          | I turno | I turno | Liste                            | Voti   | %     | Seggi |
| Candidati                     | Candidati                   | Voti                 | %                 | Voti    | %       | Liste                            | Voti   | %     | Seggi |
| ----------------------------- | --------------------------- | -------------------- | ----------------- | ------- | ------- | -------------------------------- | ------ | ----- | ----- |
|                               | Rosaria Succurro ✔️ Sindaca | 4 814                | 54,06             | 2 695   | 25,62   | Il Fiore di San Giovanni         | 1 277  | 12,55 | 4     |
| Rosaria Succurro Sindaco      | Rosaria Succurro ✔️ Sindaca | 4 814                | 54,06             | 2 695   | 25,62   | 811                              | 7,97   | 3     |       |
| Forza Italia                  | Rosaria Succurro ✔️ Sindaca | 4 814                | 54,06             | 2 695   | 25,62   | 721                              | 7,09   | 2     |       |
| San Giovanni Capitale         | Rosaria Succurro ✔️ Sindaca | 4 814                | 54,06             | 2 695   | 25,62   | 437                              | 4,30   | 1     |       |
| Fratelli d'Italia             | Rosaria Succurro ✔️ Sindaca | 4 814                | 54,06             | 2 695   | 25,62   | 236                              | 2,32   | –     |       |
|                               | Antonio Barile              | 4 091                | 45,94             | 2 075   | 19,72   | Barile Sindaco                   | 1 240  | 12,19 | –     |
| Seggio di coalizione          | Seggio di coalizione        | Seggio di coalizione | 45,94             | 2 075   | 19,72   | 1                                |        |       |       |
|                               | Pietro Silletta             | Pietro Silletta      | Pietro Silletta   | 1 875   | 17,82   | Guardiamo al Futuro              | 1 079  | 10,61 | 1     |
| Rinascita Florense            | Pietro Silletta             | Pietro Silletta      | Pietro Silletta   | 1 875   | 17,82   | 705                              | 6,93   | –     |       |
| Seggio di coalizione          | Seggio di coalizione        | Seggio di coalizione | Pietro Silletta   | 1 875   | 17,82   | 1                                |        |       |       |
|                               | Salvatore Mancina           | Salvatore Mancina    | Salvatore Mancina | 1 484   | 14,11   | A Testa Alta Mancina Sindaco     | 994    | 9,77  | 1     |
| San Giovanni in Movimento     | Salvatore Mancina           | Salvatore Mancina    | Salvatore Mancina | 1 484   | 14,11   | 712                              | 7,00   | –     |       |
| Seggio di coalizione          | Seggio di coalizione        | Seggio di coalizione | Salvatore Mancina | 1 484   | 14,11   | 1                                |        |       |       |
|                               | Domenico Lacava             | Domenico Lacava      | Domenico Lacava   | 1 374   | 13,06   | Partito Democratico              | 784    | 7,71  | –     |
| Adesso! Lacava Sindaco        | Domenico Lacava             | Domenico Lacava      | Domenico Lacava   | 1 374   | 13,06   | 465                              | 4,57   | –     |       |
| Seggio di coalizione          | Seggio di coalizione        | Seggio di coalizione | Domenico Lacava   | 1 374   | 13,06   | 1                                |        |       |       |
|                               | Domenico Caruso             | Domenico Caruso      | Domenico Caruso   | 729     | 6,93    | Progetto Fiore                   | 485    | 4,77  | –     |
|                               | Antonio Lopez               | Antonio Lopez        | Antonio Lopez     | 289     | 2,75    | Lega-Prima San Giovanni in Fiore | 227    | 2,23  | –     |
| Totale                        | Totale                      | 8 905                | 100               | 10 521  | 100     |                                  | 10 173 | 100   | 16    |
|                               |                             |                      |                   |         |         |                                  |        |       |       |
| Fonte: Ministero dell'interno |                             |                      |                   |         |         |                                  |        |       |       |

## Provincia di Crotone

### Crotone
| Candidati                     | Candidati                | II turno               | II turno               | I turno | I turno | Liste                    | Voti   | %     | Seggi |
| Candidati                     | Candidati                | Voti                   | %                      | Voti    | %       | Liste                    | Voti   | %     | Seggi |
| ----------------------------- | ------------------------ | ---------------------- | ---------------------- | ------- | ------- | ------------------------ | ------ | ----- | ----- |
|                               | Vincenzo Voce ✔️ Sindaco | 16 434                 | 63,95                  | 12 003  | 36,22   | Tesoro Calabria          | 2 743  | 8,55  | 7     |
| Crotone Cambia                | Vincenzo Voce ✔️ Sindaco | 16 434                 | 63,95                  | 12 003  | 36,22   | 1 860                    | 5,80   | 5     |       |
| Città Libera                  | Vincenzo Voce ✔️ Sindaco | 16 434                 | 63,95                  | 12 003  | 36,22   | 1 768                    | 5,51   | 4     |       |
| Stanchi dei Soliti            | Vincenzo Voce ✔️ Sindaco | 16 434                 | 63,95                  | 12 003  | 36,22   | 1 592                    | 4,96   | 4     |       |
|                               | Antonio Manica           | 9 265                  | 36,05                  | 13 787  | 41,60   | Forza Italia             | 3 914  | 12,20 | 3     |
| Consenso                      | Antonio Manica           | 9 265                  | 36,05                  | 13 787  | 41,60   | 2 444                    | 7,62   | 2     |       |
| Fratelli d'Italia             | Antonio Manica           | 9 265                  | 36,05                  | 13 787  | 41,60   | 2 076                    | 6,47   | 1     |       |
| Per Una Crotone Normale       | Antonio Manica           | 9 265                  | 36,05                  | 13 787  | 41,60   | 1 793                    | 5,59   | 1     |       |
| Lega                          | Antonio Manica           | 9 265                  | 36,05                  | 13 787  | 41,60   | 1 158                    | 3,61   | 1     |       |
| Officina Civica               | Antonio Manica           | 9 265                  | 36,05                  | 13 787  | 41,60   | 1 140                    | 3,55   | –     |       |
| Valore Crotone                | Antonio Manica           | 9 265                  | 36,05                  | 13 787  | 41,60   | 1 041                    | 3,24   | –     |       |
| Progetto Città                | Antonio Manica           | 9 265                  | 36,05                  | 13 787  | 41,60   | 989                      | 3,08   | –     |       |
| Krotone da Vivere             | Antonio Manica           | 9 265                  | 36,05                  | 13 787  | 41,60   | 876                      | 2,73   | –     |       |
| L'Italia del Meridione        | Antonio Manica           | 9 265                  | 36,05                  | 13 787  | 41,60   | 592                      | 1,84   | –     |       |
| Seggio di coalizione          | Seggio di coalizione     | Seggio di coalizione   | 36,05                  | 13 787  | 41,60   | 1                        |        |       |       |
|                               | Danilo Giuseppe Arcuri   | Danilo Giuseppe Arcuri | Danilo Giuseppe Arcuri | 5 722   | 17,27   | Democratici Progressisti | 2 146  | 6,69  | 1     |
| I Demokratici                 | Danilo Giuseppe Arcuri   | Danilo Giuseppe Arcuri | Danilo Giuseppe Arcuri | 5 722   | 17,27   | 1 842                    | 5,74   | 1     |       |
| Riformisti per Crotone        | Danilo Giuseppe Arcuri   | Danilo Giuseppe Arcuri | Danilo Giuseppe Arcuri | 5 722   | 17,27   | 1 765                    | 5,50   | –     |       |
| Laboratorio Crotone           | Danilo Giuseppe Arcuri   | Danilo Giuseppe Arcuri | Danilo Giuseppe Arcuri | 5 722   | 17,27   | 984                      | 3,07   | –     |       |
| Crotone dei Crotonesi         | Danilo Giuseppe Arcuri   | Danilo Giuseppe Arcuri | Danilo Giuseppe Arcuri | 5 722   | 17,27   | 166                      | 0,52   | –     |       |
| Seggio di coalizione          | Seggio di coalizione     | Seggio di coalizione   | Danilo Giuseppe Arcuri | 5 722   | 17,27   | 1                        |        |       |       |
|                               | Andrea Correggia         | Andrea Correggia       | Andrea Correggia       | 1 626   | 4,91    | Movimento 5 Stelle       | 1 203  | 3,75  | –     |
| Totale                        | Totale                   | 25 699                 | 100                    | 33 138  | 100     |                          | 32 092 | 100   | 32    |
|                               |                          |                        |                        |         |         |                          |        |       |       |
| Fonte: Ministero dell'interno |                          |                        |                        |         |         |                          |        |       |       |

### Cirò Marina
| Candidati                              | Candidati                     | II turno                      | II turno                      | I turno | I turno | Liste                   | Voti  | %     | Seggi |
| Candidati                              | Candidati                     | Voti                          | %                             | Voti    | %       | Liste                   | Voti  | %     | Seggi |
| -------------------------------------- | ----------------------------- | ----------------------------- | ----------------------------- | ------- | ------- | ----------------------- | ----- | ----- | ----- |
|                                        | Sergio Ferrari ✔️ Sindaco     | 3 744                         | 56,52                         | 3 120   | 39,38   | Civica per Cirò Marina  | 1 072 | 14,11 | 4     |
| Con il Cuore per Cirò Marina           | Sergio Ferrari ✔️ Sindaco     | 3 744                         | 56,52                         | 3 120   | 39,38   | 1 062                   | 13,98 | 3     |       |
| Sergio Ferrari Sindaco                 | Sergio Ferrari ✔️ Sindaco     | 3 744                         | 56,52                         | 3 120   | 39,38   | 911                     | 11,99 | 3     |       |
|                                        | Giuseppe Dell'Aquila          | 2 880                         | 43,48                         | 2 789   | 35,20   | L'Alternativa Credibile | 1 114 | 14,66 | 1     |
| Cirò Marina Popolare                   | Giuseppe Dell'Aquila          | 2 880                         | 43,48                         | 2 789   | 35,20   | 874                     | 11,50 | 1     |       |
| La Svolta per Cirò Marina              | Giuseppe Dell'Aquila          | 2 880                         | 43,48                         | 2 789   | 35,20   | 502                     | 6,61  | –     |       |
| Seggio di coalizione                   | Seggio di coalizione          | Seggio di coalizione          | 43,48                         | 2 789   | 35,20   | 1                       |       |       |       |
|                                        | Nicodemo Francesco Filippelli | Nicodemo Francesco Filippelli | Nicodemo Francesco Filippelli | 2 014   | 25,42   | Ambiente e Senso Civico | 714   | 9,40  | 1     |
| Giovani Liberi per Cirò Marina         | Nicodemo Francesco Filippelli | Nicodemo Francesco Filippelli | Nicodemo Francesco Filippelli | 2 014   | 25,42   | 681                     | 8,96  | 1     |       |
| La Scelta Responsabile per Cirò Marina | Nicodemo Francesco Filippelli | Nicodemo Francesco Filippelli | Nicodemo Francesco Filippelli | 2 014   | 25,42   | 668                     | 8,79  | –     |       |
| Seggio di coalizione                   | Seggio di coalizione          | Seggio di coalizione          | Nicodemo Francesco Filippelli | 2 014   | 25,42   | 1                       |       |       |       |
| Totale                                 | Totale                        | 6 624                         | 100                           | 7 923   | 100     |                         | 7 598 | 100   | 16    |
|                                        |                               |                               |                               |         |         |                         |       |       |       |
| Fonte: Ministero dell'interno          |                               |                               |                               |         |         |                         |       |       |       |

## Provincia di Reggio Calabria

### Reggio Calabria
| Candidati                      | Candidati                     | II turno               | II turno               | I turno | I turno | Liste                            | Voti   | %     | Seggi |
| Candidati                      | Candidati                     | Voti                   | %                      | Voti    | %       | Liste                            | Voti   | %     | Seggi |
| ------------------------------ | ----------------------------- | ---------------------- | ---------------------- | ------- | ------- | -------------------------------- | ------ | ----- | ----- |
|                                | Giuseppe Falcomatà ✔️ Sindaco | 44 069                 | 58,36                  | 35 109  | 37,17   | Partito Democratico              | 9 658  | 10,53 | 6     |
| S'Intesi                       | Giuseppe Falcomatà ✔️ Sindaco | 44 069                 | 58,36                  | 35 109  | 37,17   | 4 665                            | 5,09   | 2     |       |
| Innamorarsi di Reggio          | Giuseppe Falcomatà ✔️ Sindaco | 44 069                 | 58,36                  | 35 109  | 37,17   | 4 102                            | 4,47   | 2     |       |
| Articolo Uno-Reggio Coraggiosa | Giuseppe Falcomatà ✔️ Sindaco | 44 069                 | 58,36                  | 35 109  | 37,17   | 3 826                            | 4,17   | 2     |       |
| Italia Viva                    | Giuseppe Falcomatà ✔️ Sindaco | 44 069                 | 58,36                  | 35 109  | 37,17   | 3 461                            | 3,77   | 2     |       |
| Reset per Falcomatà Sindaco    | Giuseppe Falcomatà ✔️ Sindaco | 44 069                 | 58,36                  | 35 109  | 37,17   | 3 173                            | 3,46   | 2     |       |
| La Svolta                      | Giuseppe Falcomatà ✔️ Sindaco | 44 069                 | 58,36                  | 35 109  | 37,17   | 3 160                            | 3,44   | 2     |       |
| Partito Socialista Italiano    | Giuseppe Falcomatà ✔️ Sindaco | 44 069                 | 58,36                  | 35 109  | 37,17   | 2 647                            | 2,89   | 1     |       |
| Primavera Democratica          | Giuseppe Falcomatà ✔️ Sindaco | 44 069                 | 58,36                  | 35 109  | 37,17   | 2 324                            | 2,53   | 1     |       |
| Patto X il Cambiamento         | Giuseppe Falcomatà ✔️ Sindaco | 44 069                 | 58,36                  | 35 109  | 37,17   | 584                              | 0,64   | –     |       |
| Reggio non si Lega             | Giuseppe Falcomatà ✔️ Sindaco | 44 069                 | 58,36                  | 35 109  | 37,17   | 439                              | 0,48   | –     |       |
|                                | Antonino Minicuci             | 31 438                 | 41,64                  | 31 820  | 33,69   | Forza Italia                     | 10 183 | 11,10 | 3     |
| Fratelli d'Italia              | Antonino Minicuci             | 31 438                 | 41,64                  | 31 820  | 33,69   | 7 107                            | 7,75   | 2     |       |
| Lega                           | Antonino Minicuci             | 31 438                 | 41,64                  | 31 820  | 33,69   | 4 299                            | 4,69   | 1     |       |
| Cambiamo!                      | Antonino Minicuci             | 31 438                 | 41,64                  | 31 820  | 33,69   | 4 029                            | 4,39   | 1     |       |
| Minicuci Sindaco               | Antonino Minicuci             | 31 438                 | 41,64                  | 31 820  | 33,69   | 3 114                            | 3,39   | 1     |       |
| Reggio Attiva                  | Antonino Minicuci             | 31 438                 | 41,64                  | 31 820  | 33,69   | 2 981                            | 3,25   | 1     |       |
| Oggi Giorno Reggio Calabria    | Antonino Minicuci             | 31 438                 | 41,64                  | 31 820  | 33,69   | 2 538                            | 2,77   | –     |       |
| #Ama Reggio                    | Antonino Minicuci             | 31 438                 | 41,64                  | 31 820  | 33,69   | 1 788                            | 1,95   | –     |       |
| M.E.D.A.                       | Antonino Minicuci             | 31 438                 | 41,64                  | 31 820  | 33,69   | 715                              | 0,78   | –     |       |
| Nuova Italia Unita             | Antonino Minicuci             | 31 438                 | 41,64                  | 31 820  | 33,69   | 515                              | 0,56   | –     |       |
| Seggio di coalizione           | Seggio di coalizione          | Seggio di coalizione   | 41,64                  | 31 820  | 33,69   | 1                                |        |       |       |
|                                | Angela Marcianò               | Angela Marcianò        | Angela Marcianò        | 13 165  | 13,94   | Per Reggio Città Metropolitana   | 2 996  | 3,27  | –     |
| Identità Reggina               | Angela Marcianò               | Angela Marcianò        | Angela Marcianò        | 13 165  | 13,94   | 1 470                            | 1,60   | –     |       |
| In Marcia                      | Angela Marcianò               | Angela Marcianò        | Angela Marcianò        | 13 165  | 13,94   | 781                              | 0,85   | –     |       |
| Fiamma Tricolore               | Angela Marcianò               | Angela Marcianò        | Angela Marcianò        | 13 165  | 13,94   | 729                              | 0,79   | –     |       |
| Seggio di coalizione           | Seggio di coalizione          | Seggio di coalizione   | Angela Marcianò        | 13 165  | 13,94   | 1                                |        |       |       |
|                                | Saverio Pazzano               | Saverio Pazzano        | Saverio Pazzano        | 6 031   | 6,38    | La Strada                        | 4 005  | 4,37  | –     |
| Riabilitare Reggio             | Saverio Pazzano               | Saverio Pazzano        | Saverio Pazzano        | 6 031   | 6,38    | 507                              | 0,55   | –     |       |
| Seggio di coalizione           | Seggio di coalizione          | Seggio di coalizione   | Saverio Pazzano        | 6 031   | 6,38    | 1                                |        |       |       |
|                                | Sergio Klaus Mariotti         | Sergio Klaus Mariotti  | Sergio Klaus Mariotti  | 4 417   | 4,68    | Klaus Davi per Reggio            | 2 772  | 3,02  | –     |
|                                | Fabio Foti                    | Fabio Foti             | Fabio Foti             | 2 270   | 2,40    | Movimento 5 Stelle               | 1 877  | 2,05  | –     |
|                                | Maria Laura Tortorella        | Maria Laura Tortorella | Maria Laura Tortorella | 756     | 0,80    | Patto Civico                     | 598    | 0,65  | –     |
|                                | Fabio Putortì                 | Fabio Putortì          | Fabio Putortì          | 611     | 0,65    | Miti Unione del Sud              | 538    | 0,59  | –     |
|                                | Giuseppe Siclari              | Giuseppe Siclari       | Giuseppe Siclari       | 277     | 0,29    | Partito Comunista dei Lavoratori | 151    | 0,16  | –     |
| Totale                         | Totale                        | 75 507                 | 100                    | 94 456  | 100     |                                  | 91 732 | 100   | 32    |
|                                |                               |                        |                        |         |         |                                  |        |       |       |
| Fonte: Ministero dell'interno  |                               |                        |                        |         |         |                                  |        |       |       |

### Taurianova
| Candidati                        | Candidati              | II turno             | II turno          | I turno | I turno | Liste               | Voti  | %     | Seggi |
| Candidati                        | Candidati              | Voti                 | %                 | Voti    | %       | Liste               | Voti  | %     | Seggi |
| -------------------------------- | ---------------------- | -------------------- | ----------------- | ------- | ------- | ------------------- | ----- | ----- | ----- |
|                                  | Rocco Biasi ✔️ Sindaco | 4 137                | 59,18             | 3 561   | 42,59   | Lega                | 1 456 | 18,14 | 4     |
| Taurianova La Città al Centro    | Rocco Biasi ✔️ Sindaco | 4 137                | 59,18             | 3 561   | 42,59   | 1 410               | 17,57 | 4     |       |
| Cultura e Identità               | Rocco Biasi ✔️ Sindaco | 4 137                | 59,18             | 3 561   | 42,59   | 716                 | 8,92  | 2     |       |
|                                  | Fabio Scionti          | 2 854                | 40,82             | 2 139   | 25,58   | Partito Democratico | 1 199 | 14,94 | 1     |
| Comitato Civico Scionti Sindaco  | Fabio Scionti          | 2 854                | 40,82             | 2 139   | 25,58   | 926                 | 11,54 | 1     |       |
| Seggio di coalizione             | Seggio di coalizione   | Seggio di coalizione | 40,82             | 2 139   | 25,58   | 1                   |       |       |       |
|                                  | Daniele Prestileo      | Daniele Prestileo    | Daniele Prestileo | 1 920   | 22,96   | Forza Italia        | 871   | 10,85 | 1     |
| Fratelli d'Italia                | Daniele Prestileo      | Daniele Prestileo    | Daniele Prestileo | 1 920   | 22,96   | 479                 | 5,97  | 1     |       |
| Unione di Centro                 | Daniele Prestileo      | Daniele Prestileo    | Daniele Prestileo | 1 920   | 22,96   | 326                 | 4,06  | –     |       |
| Movimento Democratici Riformisti | Daniele Prestileo      | Daniele Prestileo    | Daniele Prestileo | 1 920   | 22,96   | 146                 | 1,82  | –     |       |
| Lega per l'Italia                | Daniele Prestileo      | Daniele Prestileo    | Daniele Prestileo | 1 920   | 22,96   | 88                  | 1,10  | –     |       |
| Seggio di coalizione             | Seggio di coalizione   | Seggio di coalizione | Daniele Prestileo | 1 920   | 22,96   | 1                   |       |       |       |
|                                  | Filippo Speranza       | Filippo Speranza     | Filippo Speranza  | 741     | 8,86    | Orgoglio Sud        | 331   | 4,12  | –     |
| Taurianova per Te                | Filippo Speranza       | Filippo Speranza     | Filippo Speranza  | 741     | 8,86    | 78                  | 0,97  | –     |       |
| Totale                           | Totale                 | 6 991                | 100               | 8 361   | 100     |                     | 8 026 | 100   | 16    |
|                                  |                        |                      |                   |         |         |                     |       |       |       |
| Fonte: Ministero dell'interno    |                        |                      |                   |         |         |                     |       |       |       |